# Afonso, Prinț Regal al Portugaliei
Afonso Henriques de Bragança, Prinț Regal al Portugaliei (31 iulie 1865 – 21 februarie 1920) a fost prinț portughez al Casei de Bragança-Saxa-Coburg și Gotha, fiu al regelui Luís I al Portugaliei și al soției sale, Maria Pia de Savoia.

## Biografie
Dom Afonso a avut o carieră militară. A fost general în armata portugheză și anterior a fost inspector-general de artilerie. Trecutul său militar exemplar i-a permis să fie ales să comande forțele militare la Goa, la sfârșitul secolului al XIX-lea, când a fost Vicerege al Indiei. 
Performanța sa în India a motivat nominalizarea sa la funcția de conetabil al Portugaliei. În primele luni ale anului 1890, logodna sa cu Arhiducesa Valerie de Austria a fost dată publicității, însă mai târziu ea a refuzat să se căsătorească cu el, sub influența mătușii ei, Arhiducesa Maria Theresa de Austria, din ramura miguelistă a dinastiei Bragança.
Când amenințările asupra vieții fratele său, regele Carlos, i-au fost aduse la cunoștință, el a adoptat obiceiul de a purta zi și noapte un revolver, fiind gata să-și apere familia ori de câte ori ar fi fost necesar. De asemenea, el a cerut nepotului său, Luís Filipe de Bragança, să poarte o armă asupra sa.

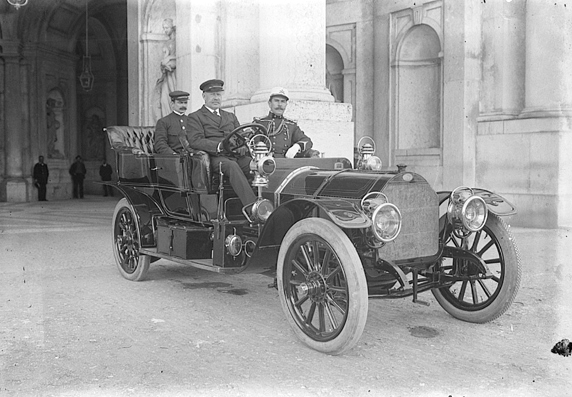
D. Afonso, conducator.

Dom Afonso a fost un iubitor de curse de automobile, el fiind responsabil pentru primele curse cu motor din Portugalia, unde a fost unul dintre primii șoferi. După proclamarea Primii Republicii Portugheze în 1910, Afonso a plecat în exil în străinătate, mai întâi în Gibraltar cu nepotul său, regele detronat, Manuel al II-lea, și apoi în Italia cu mama sa, regina Maria Pia. A trăit la Torino, și, după moartea mamei sale, s-a mutat la Roma, și, în cele din urmă, la Napoli.

### Căsătorie
Suferind, ca și mama lui, de debilitate mentală și emoțională după atacul feroce din 1908 asupra familiei lor, Afonso de Bragança s-a căsătorit, la Roma la 26 septembrie 1917, cu o văduvă care divorțase de două ori, moștenitoarea americană Nevada Stoody Hayes.
În 1917, pretendentul portughez Manuel al II-lea trăia în Anglia cu soția sa cu care era căsătorit de patru ani, Augusta Victoria de Hohenzollern-Sigmaringen, dar cu care nu avea copii. Regaliștii erau reticenți cu privire la perspectivele unui moștenitor legitim și anxietatea lor s-a dublat la vestea căsătoriei lui Afonso cu o femeie de rând, mai ales cu o astfel de reputație dubioasă.
În Portugalia, căsătoria morganatică nu era recunoscută. Copiii legitimi ai lui Afonso și Nevada nu ar fi putut moșteni tronul Portugaliei. Aproape la fel de deranjantă era perspectiva că atât Manuel cât și Afonso nu ar fi putut produce un moștenitor. În acest caz, pretenția la tronul portughez ar fi fost a unui descendent al lui Miguel I, regele absolutist.
Dom Afonso a fost al patrulea soț al americancei Nevada Stoody Hayes. Ei nu s-au putut căsători religios în Italia, unde regele Italiei, Victor Emanuel al III-lea, la fel ca Papa, a ales să nu recunoască validitatea căsătoriei făcută la Roma. Ea l-a convins pe Alfonso să se căsătorească din nou la Madrid, unde un ofițer consular al Republicii portugheze a ținut ceremonia civilă, fără martori, familie sau prieteni.
Prințul a încercat în prealabil să obține aprobarea regelui pentru căsătoria lui, dar el a constatat că nepotul său și restul familiei regale s-au opus vehement. După căsătorie, alocația i-a fost tăiată de către Manuel al II-lea și Dom Afonso, respins, de asemenea, de rudele sale din Italia, a început să trăiască în obscuritate. În cele din urmă a murit singur, la Napoli, la 21 februarie 1920, la vârsta de 54 de ani. Doar un singur servitor portughez a rămas cu el până la sfârșit.